# Haïdra

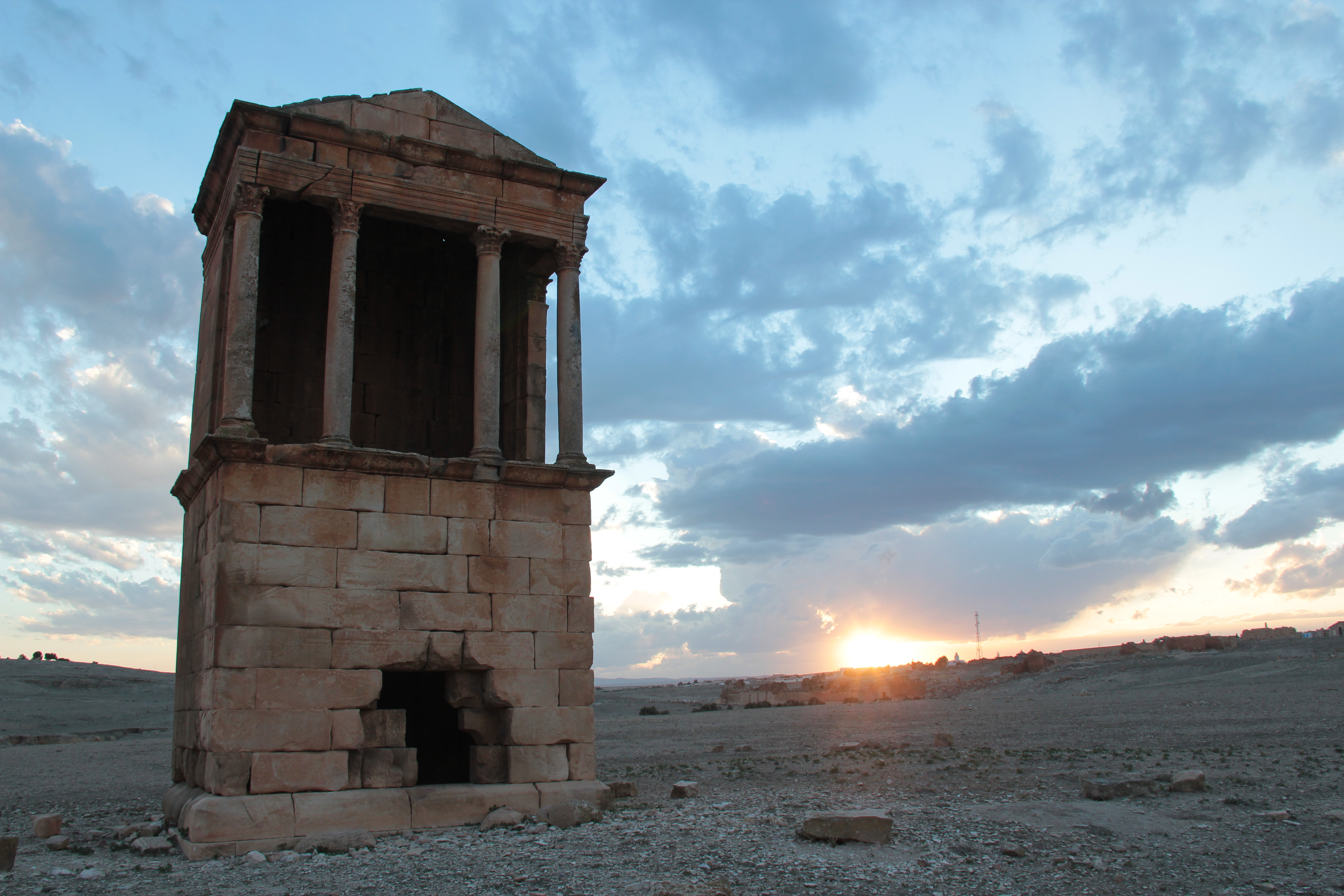
Haïdra – römisches Mausoleum

Haïdra (arabisch حيدرة) ist eine Kleinstadt mit etwa 3500 und eine Delegation mit knapp 10.000 Einwohnern im Gouvernement Kasserine im Westen Tunesiens; es ist einer der höchstgelegenen Orte des Landes.

## Lage
Haïdra liegt in einer Höhe von ca. 800 bis 850 m ü. d. M. im Westen Tunesiens in der Dorsale des Tellatlas nur ca. 10 Kilometer östlich der algerischen Grenze. Die Landeshauptstadt Tunis ist ca. 250 km (Fahrtstrecke) in nordöstlicher Richtung entfernt; die Stadt Kasserine befindet sich ca. 80 km südöstlich.

## Wirtschaft
Die Wirtschaft der Region wird von der Landwirtschaft dominiert, insbesondere der Tierhaltung; nordwestlich der Stadt befindet sich ein ausgedehntes Waldgebiet mit Pinien und Kiefern. Auch der Warenschmuggel zwischen Algerien und Tunesien spielt eine nicht unbedeutende Rolle im Wirtschaftsleben der Grenzstadt.

## Geschichte
Haïdra war eine ehemalige Berbersiedlung; die Römer erbauten in deren Nachbarschaft die Stadt Ammaedara, von der noch imposante Reste erhalten sind, und verlegten die in Theveste stationierte Legio III Augusta hierhin, wodurch die Stadt einen bedeutenden wirtschaftlichen Aufschwung erlebte: Im Jahr 75 wurde sie in den Rang einer Kolonie (Colonia Flavia Augusta Emerita Ammaedara) erhoben. Ein Bischof von Ammaedara mit Namen Eugenius nahm im Jahr 255 an der Synode von Karthago teil; später wurde die Stadt von den Byzantinern übernommen, die hier u. a. eine christliche Basilika zu Ehren der Märtyrer der Diokletianischen Christenverfolgung errichteten. Aus dem 5. Jahrhundert sind die Namen zweier weiterer Bischöfe überliefert: Hyacinthus und Melleus. Die muslimischen Araber eroberten die Region im 7. Jahrhundert.

## Sehenswürdigkeiten
Die Ruinen der römischen Stadt Ammaedara mit den Mauern eines Tempels, eines Theaters, einem zu Ehren des Kaisers Septimius Severus gestifteten Triumphbogen und vier frühchristlichen Kirchen erheben sich unweit der heutigen Stadt; etwas außerhalb stehen zwei guterhaltene antike Mausoleen.